# Frank Saul
Frank Benjamin Saul, detto Pep (West Orange, 16 febbraio 1924 – Livingston, 7 novembre 2019), è stato un cestista statunitense, professionista nella NBA.

## Carriera
Venne selezionato dai Rochester Royals al primo giro del Draft BAA 1949 (10ª scelta assoluta).

## Palmarès
- Campionato NBA: 4

Rochester Royals: 1951
Minneapolis Lakers: 1952, 1953, 1954